# Puccinia canaliculata
Puccinia canaliculata är en svampart som beskrevs av Arthur 1918. Puccinia canaliculata ingår i släktet Puccinia och familjen Pucciniaceae.   Inga underarter finns listade i Catalogue of Life.